# Bembidion salinarium
Bembidion salinarium är en skalbaggsart som beskrevs av Thomas Casey. Bembidion salinarium ingår i släktet Bembidion och familjen jordlöpare. Inga underarter finns listade i Catalogue of Life.

## Bildgalleri

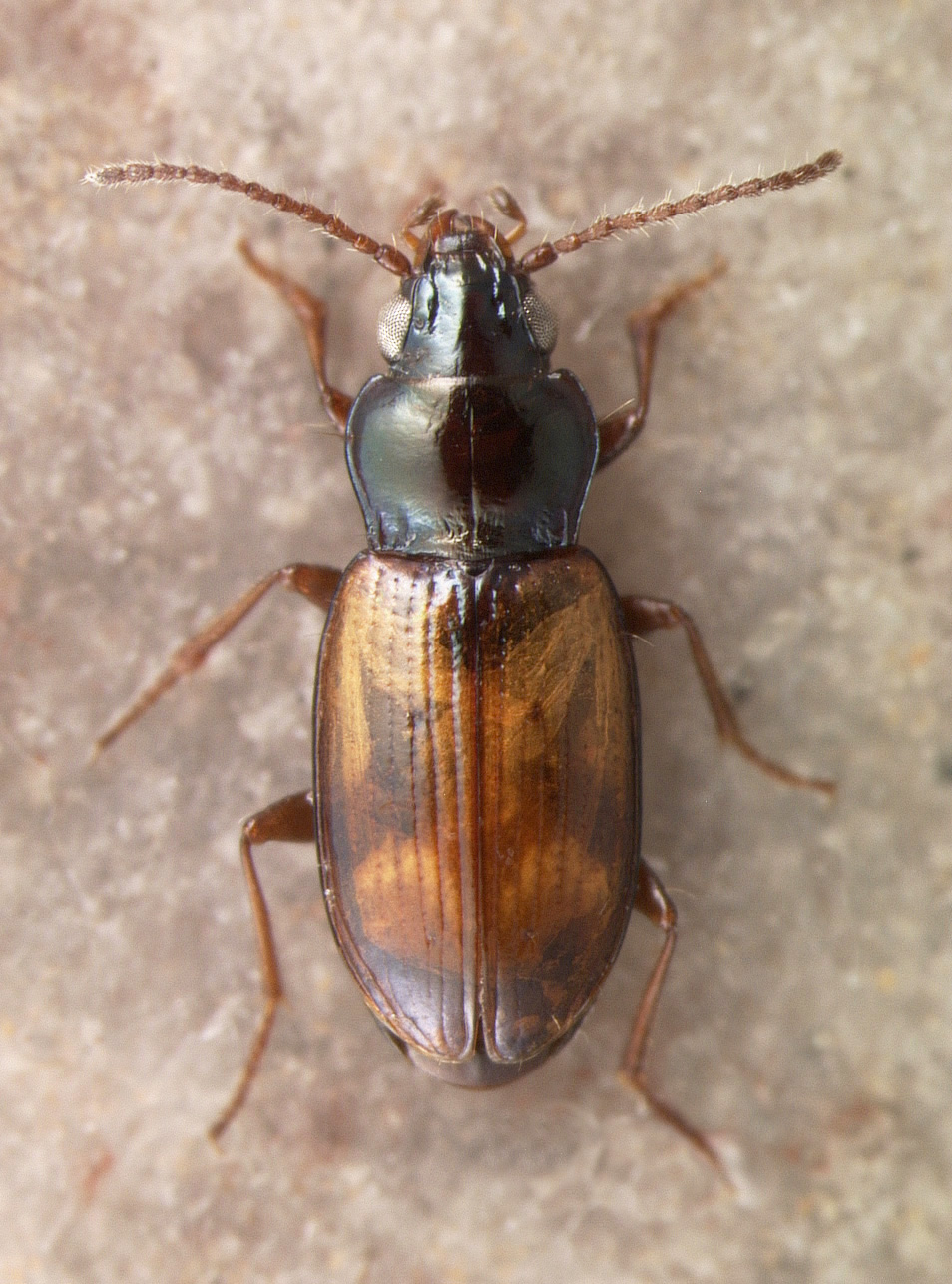